# Kunststoff-Institut Lüdenscheid

Altes Logo

Das Kunststoff-Institut Lüdenscheid, mit vollem Namen Kunststoff-Institut für die mittelständische Wirtschaft NRW GmbH (K.I.M.W.), ist ein privatwirtschaftliches Dienstleistungsunternehmen für den gesamten Bereich der Kunststofftechnik. Es wurde 1988 durch 30 Unternehmen aus kunststoffrelevanten Branchen in Zusammenarbeit mit der Stadt Lüdenscheid und der Fachhochschule Südwestfalen (damals Fachhochschule Iserlohn) gegründet. Das Institut ist als angegliedertes Institut mit der Fachhochschule verbunden. Das Institut selbst liegt im Stadtteil Grünewald und grenzt direkt an die Stadtteile Innenstadt und Knapp an.
Anteilseigner der GmbH sind die Trägergesellschaft Kunststoff-Institut Lüdenscheid e. V. mit 76 % und die Stadt Lüdenscheid mit 24 %. Dem Trägerverein gehören über „400 Mitgliedsunternehmen aus Deutschland, Europa und Übersee“ (so das K.I.M.W., Stand 01/2021) an. Im Aufsichtsrat der GmbH sind Vertreter des Trägervereins und der Stadt Lüdenscheid vertreten, im Technischen Beirat nur Unternehmensvertreter aus dem Trägerverein.

## Planungen

### 2013
Am 16. Januar 2013 hatte das Kunststoff-Institut Lüdenscheid den US-Generalkonsul und den NRW-Staatssekretär zu einem Besuch eingeladen. Im Rahmen eines Rundgangs und der Gespräche wurden Pläne vorgestellt, dass ein neues „Polymer Training Centre“ errichtet werden soll. Es soll wie ein Internat funktionieren und ein regional und überregional angelegtes Schulungsangebot anbieten können. Rund 100 bis 150 Plätze soll das neue „Polymer Training Centre“ aufweisen. Als Bauplatz stehe die vor Jahren angekaufte, ehemalige Piepenstock-Fläche unterhalb des Instituts zur Verfügung, die derzeit als Parkplatz genutzt werde.
Am 12. April 2013 erschien erneut ein Bericht in den Lüdenscheider Nachrichten, dass das neue „Polymer Training Centre“ spätestens bis 2015 errichtet werden soll. Die noch bestehende Lackiererei an der Lutherstraße soll zu diesem Zweck komplett abgerissen werden. Das neue „Polymer Training Centre“ wird von den Planungspolitikern sehr begrüßt, da es gleichzeitig ein neuer Baustein der Denkfabrik in Lüdenscheid werden soll. Das neue „Polymer Training Centre“ soll demnach ein internatähnliches Schulungszentrum für technischen Nachwuchs werden. Für die Gestaltung des Geländes rund um das bereits bestehende Kunststoff-Institut Lüdenscheid (KIMW) soll es gleichzeitig einen Ideen-Wettbewerb geben. Er soll viele Impulse für das Aussehen des Internats, aber auch für das ganze Areal zwischen Karolinen-, Luther- und Bahnhofsstraße geben. Bis Mitte Mai 2013 solle demnach die Auswahl der teilnehmenden Büros erfolgen. Es wird zudem erwartet, dass dem Institut weitere Unternehmen an den Standort folgen werden, der fast in Gänze überplant wird – samt dem Parkplatz an Bahnhofs- und Karolinenstraße, sowie vielen hinterliegenden Bereichen. Der KIMW will mit dem Internat seinerseits Nachwuchs für seine Mitgliedsfirmen gewinnen. Maschineneinrichter oder Konstrukteure, auch aus kleineren und mittleren Firmen, könnten hier längere Lehrgänge absolvieren. Abbrecher von Berufsausbildungen oder FH-Studiengängen erhielten zudem neue Chancen durch vergleichbare Qualifikationen. So bilde damit die Branche junge Kunststoffstechniker selber aus.

### 2015
Mitte Januar 2015 wurde dem Kunststoff-Institut Lüdenscheid vom Land NRW ein Förderbescheid über 2,8 Millionen Euro überreicht. Mit dem Bescheid wird ermöglicht, dass nun das „Polymer Training Centre“ (PTC) neben dem Kunststoff-Institut Lüdenscheid errichtet werden kann. Laut einem Zeitungsartikel soll das PTC neue Wege in der Wissensvermittlung gehen, Erstausbildung und Weiterbildung leisten. Es richtet außerdem an Studienabbrecher sowie auch altgediente Firmenmitarbeiter, die sich – ohne Abschluss – neu orientieren müssen.
Der neue fünfgeschossige Bau soll rund 5,2 Millionen Euro kosten und 1857 Quadratmeter reine Nutzfläche zusätzlich bieten. In dem Gebäude sollen 56 Büroarbeitsplätze, zwei Maschinenschulungsräume, zwei Schulungs- und vier Besprechungsräume sowie ein großer Konferenzraum entstehen. Zum Konzept soll außerdem ein Internatsbetrieb für Schüler, Studenten aus In- und Ausland sowie Facharbeiter während der Ausbildung gehören. Mit diesem Konzept will man neue Fachkräfte für die Region gewinnen und dem Fachkräftemangel in der Umgebung entgegenwirken.